# Гійом Сізерон
Гійом Сізерон (фр. Guillaume Cizeron) — французький фігурист, що спеціалізується в спортивних танцях на льоду, олімпійський чемпіон та медаліст, триразовий чемпіон світу, чотириразовий чемпіон Європи, володар численних інших нагород.
Срібну олімпійську медаль Сізрон здобув разом із Габріеллою Пападакіс у змаганні танцювальних пар на Пхьончханській олімпіаді 2018 року.
Парі Пападакіс/Сізерон належать рекордні оцінки в короткій програмі, довільній програмі та в сумі.

## Особисте життя
Гійом Сізерон є відкритим геєм.